# Томашувский повет (Люблинское воеводство)
Томашувский повет (пол. Powiat tomaszowski) — повет (район) в Польше, входит как административная единица в Люблинское воеводство. Центр повета — город Томашув-Любельски. Занимает площадь 1487,1 км². Население — 85 705 человек (на 31 декабря 2015 года).

## Административное деление
- города: Томашув-Любельски, Тышовце, Лащув
- городские гмины: Томашув-Любельски
- городско-сельские гмины: Гмина Тышовце, Лащув, Любыча-Крулевска
- сельские гмины: Гмина Белжец, Гмина Ярчув, Гмина Крынице, Гмина Рахане, Гмина Сусец, Гмина Тарнаватка, Гмина Телятын, Гмина Томашув-Любельски, Гмина Ульхувек

## Демография
Население повята дано на 31 декабря 2015 года.
| Перепись            | Всего  | Мужчины | Женщины |
| ------------------- | ------ | ------- | ------- |
| Всего               | 85 705 | 42 218  | 43 487  |
| Городское население | 23 931 | 11 439  | 12 492  |
| Сельское население  | 61 774 | 31 779  | 30 995  |